# Gribowski G-26
Die Gribowski G-26 (russisch Грибовский Г-26) war ein Flugzeug des sowjetischen Flugzeugkonstrukteurs Wladimir Konstantinowitsch Gribowski.

## Entwicklung
Der einsitzige, ganz aus Holz hergestellte Tiefdecker mit offenem Cockpit und starrem Fahrwerk ähnelte in seiner Auslegung der Gribowski G-22. Die Entwicklung im Moskauer Segelflugzeugwerk begannen, als erste Planungen bekannt wurden, dass 1939 ein Geschwindigkeitswettkampf für Sportmaschinen ausgeführt werden soll.
Die Maschine verfügte über ein verkleidetes starres Fahrwerk. Sie war mit einem 150 PS starken luftgekühlten MG-40-Reihenmotor ausgerüstet. Der Erstflug erfolgte am 22. Dezember 1938. Da der Motor Probleme bereitete, wurden die weiteren Tests mit einem Skifahrgestell im Februar 1939 fortgeführt. Zu dieser Zeit wurde das Segelflugzeugwerk geschlossen. Auch das Rennen fand nicht statt. Die Maschine diente daraufhin als Kunstflugtrainer.

## Technische Daten
| Kenngröße             | Daten                  |
| --------------------- | ---------------------- |
| Spannweite            | 9,00 m                 |
| Länge                 | 5,80 m                 |
| Flügelfläche          | 10 m²                  |
| Flügelstreckung       | 8,1                    |
| Leermasse             | 440 kg                 |
| Startmasse            | maximal 680 kg         |
| Höchstgeschwindigkeit | 165 km/h               |
| Reisegeschwindigkeit  | 140 km/h               |
| Steigleistung         | 230 m/min in Bodennähe |
| Dienstgipfelhöhe      | 4000 m                 |